# Slezský hřbet
Slezský hřbet je geomorfologický okrsek Krkonoš. Je považován za hlavní hřeben hor a na jejich území kopíruje polsko - českou státní hranici v téměř celé délce. Na území České republiky se nachází částečně na území Libereckého a částečně na území Královéhradeckého kraje. Nejvyšším vrcholem je Sněžka (1603 m n. m.), která je zároveň nejvyšším vrcholem celého pohoří. Původní německý název Schlesischer Kamm zahrnoval jeho část mezi Labskou loukou a Špindlerovou boudou.

## Geomorfologie
Slezský hřbet náleží do geomorfologického celku Krkonoš a podcelku Krkonošské hřbety. Od jižněji položeného rovnoběžného Českého hřbetu jej postupně od západu odděluje Mumlavský důl, Labský důl, Důl Bílého Labe a Obří důl. Východně od Obřího dolu na něj z jihu navazuje Růžohorská hornatina patřící již do Krkonošských rozsoch. V západním zakončení hřbetu se nachází Harrachovská kotlina, která je jeho samostatnou geomorfologickou částí. Jižně od ní se vypíná další z krkonošských rozsoch Vilémovská hornatina. Novosvětský průsmyk odděluje Slezský hřbet na západě od Jizerských hor, severní polské svahy spadají do Janovického rudohoří. Přibližně v polovině délky jej sedlo mezi vrcholy Čihadlo a Malý Šišák (u Špindlerovy boudy) rozděluje na dva geomorfologické podokrsky: Západní Slezský hřbet a Východní Slezský hřbet. Hřbet se nachází na území Krkonošského národního parku.
| Geomorfologické členění Krkonoš                                                      | Geomorfologické členění Krkonoš | Geomorfologické členění Krkonoš                                                        |
| ------------------------------------------------------------------------------------ | ------------------------------- | -------------------------------------------------------------------------------------- |
| ČESKÁ VYSOČINA • Krkonošsko-jesenická subprovincie • Krkonošská oblast               |                                 |                                                                                        |
| KRKONOŠSKÉ HŘBETY                                                                    | Slezský hřbet                   | Západní Slezský hřbet (Vysoké kolo, 1510 m) Východní Slezský hřbet (Sněžka, 1603 m)    |
| KRKONOŠSKÉ HŘBETY                                                                    | Český hřbet                     | Západní Český hřbet (Kotel, 1435 m) Východní Český hřbet (Luční hora, 1556 m)          |
| KRKONOŠSKÉ ROZSOCHY                                                                  | Vilémovská hornatina            | Kapradnická hornatina (Bílá skála, 968 m) Rokytnická hornatina (Čertova hora, 1023 m)  |
| KRKONOŠSKÉ ROZSOCHY                                                                  | Vlčí hřbet                      | nečlení se (Vlčí hřeben, 1140 m)                                                       |
| KRKONOŠSKÉ ROZSOCHY                                                                  | Žalský hřbet                    | nečlení se (Mechovinec, 1081 m)                                                        |
| KRKONOŠSKÉ ROZSOCHY                                                                  | Černohorská hornatina           | Stráženská rozsocha (Zadní Planina, 1423 m) Černohorská rozsocha (Liščí hora, 1363 m)  |
| KRKONOŠSKÉ ROZSOCHY                                                                  | Růžohorská hornatina            | Růžohorská rozsocha (Růžová hora, 1396 m) Maloúpská rozsocha (Lysečinská hora, 1190 m) |
| KRKONOŠSKÉ ROZSOCHY                                                                  | Rýchory                         | nečlení se (Dvorský les, 1035 m)                                                       |
| VRCHLABSKÁ VRCHOVINA                                                                 | Janský hřbet                    | nečlení se (Zlatá vyhlídka S, 810 m)                                                   |
| VRCHLABSKÁ VRCHOVINA                                                                 | Lánovská vrchovina              | nečlení se (Sovinec, 765 m)                                                            |
| PROVINCIE • Subprovincie • Oblast / Celek / PODCELEK • Okrsek • Podokrsek • (vrchol) |                                 |                                                                                        |

## Vrcholy

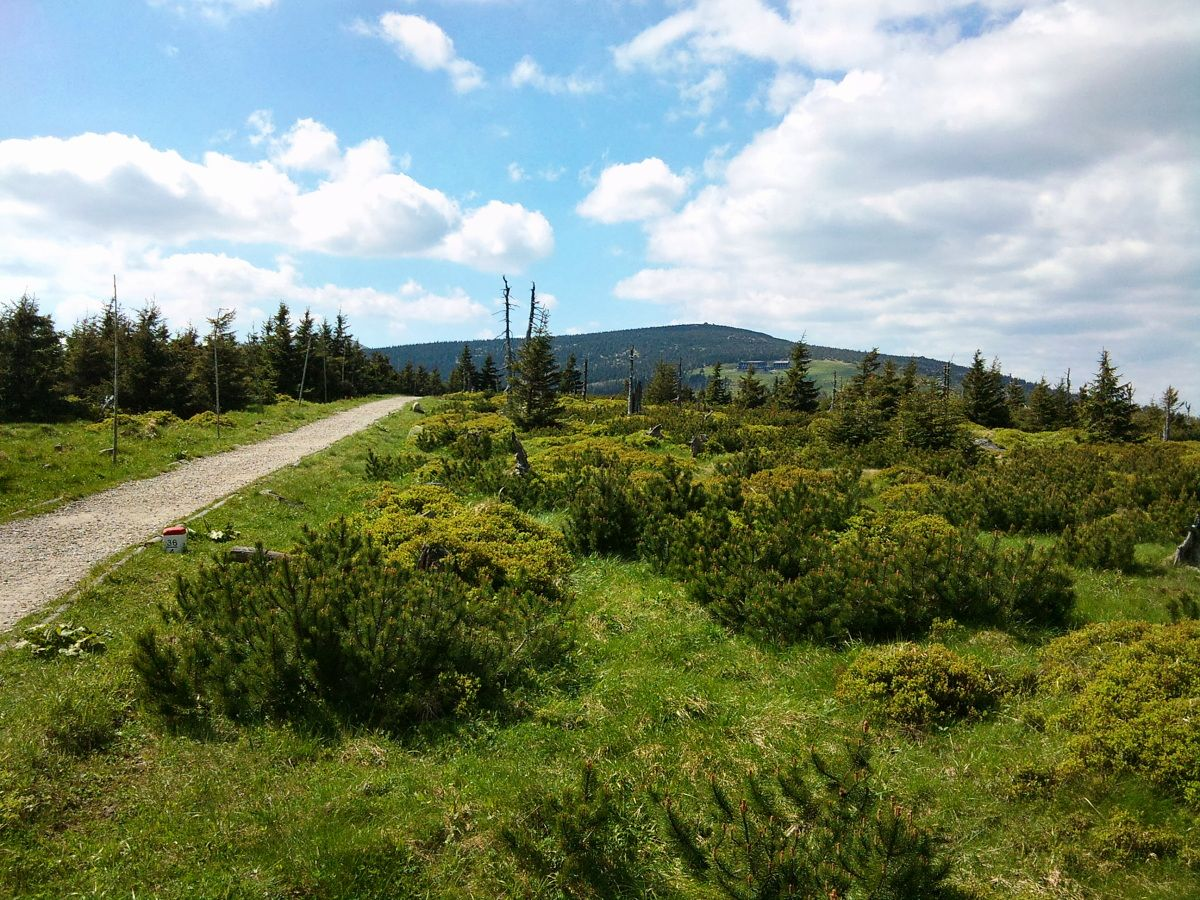
Čihadlo, v pozadí Dívčí kameny

Jednotlivé vrcholy tvoří v rámci hřbetu souvislou řadu. Bočních vrcholů není mnoho. Nejzápadnějším vrcholem hřbetu je u Novosvětského průsmyku Mrtvý vrch (1062 m), nejvýchodnějším pak Čelo (1269 m) u Pomezních Bud.

## Vodstvo
Slezský hřbet tvoří hlavní evropské rozvodí Severního a Baltského moře. Jeho severní polské svahy spadají do povodí Odry. Jižní svahy spadají do povodí Labe a odvodňují jej (od západu) Mumlava, Labe, Bílé Labe, Úpa a Malá Úpa.

## Stavby
Ve vrcholovém prostoru Slezského hřbetu nalezneme prakticky jen izolované horské boudy, v nižších polohách pak nečetné luční enklávy s nepočetnou roztroušenou zástavbou.